# 縣鐘山
縣鐘山（ヒョンジョンサン、韓国語：현종산）は慶尚北道蔚珍郡梅花面に位置する山。関東八景の一つである望洋亭が、1858年に移転される以前まで位置していた所でもある。

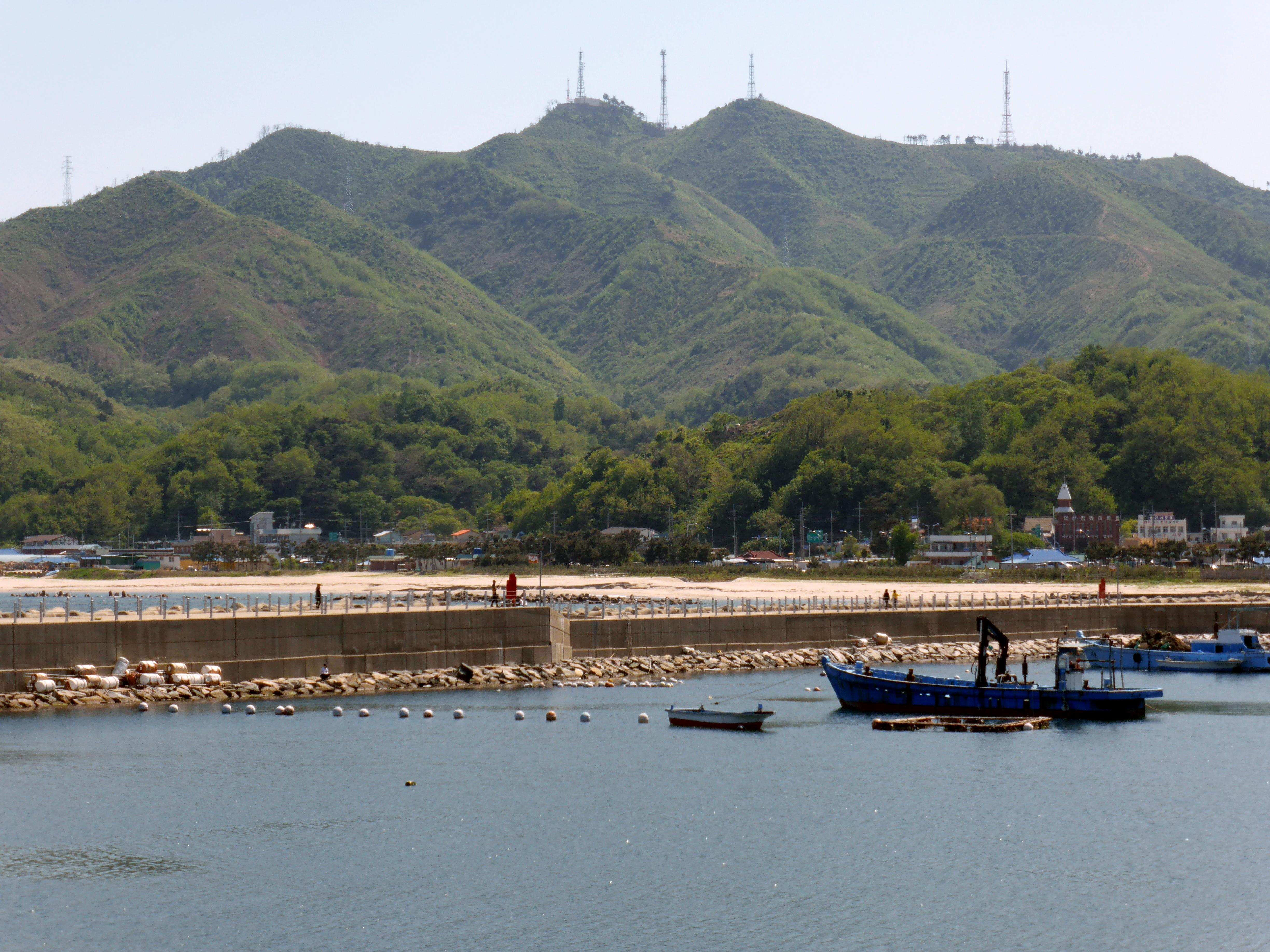
烏山港から見た県鐘山